# Cyclaulacidea riceorum
Cyclaulacidea riceorum är en stekelart som beskrevs av Leathers 2005. Cyclaulacidea riceorum ingår i släktet Cyclaulacidea och familjen bracksteklar. Inga underarter finns listade i Catalogue of Life.